# Peștera Șura Mare
Peștera Șura Mare este o arie protejată de interes național situată pe raza Parcului natural Grădiștea Muncelului-Cioclovina.

## Localizare
Situată pe valea pârâului Ponor, satul Ohaba-Ponor, la baza abruptului Fruntea Mare.

## Istoric
Primii exploratori ai porțiunilor de la intrarea peșterii au fost T. Ionescu și F. Schadler în 1929. Ulterior, I. Gherman a străbatut aproximativ 700 m în interior cu ajutorul unei bărci, publicând descrierea traseului în 1934. În 1950, T. Orghidan și M. Codreanu, în urma informaților date de V. Pușcariu, reiau explorările fără rezultate notabile. Harta prezentând primii 1000 m explorați ai peșterii a fost publicata in 1967.
Interesul pentru Șura Mare devine tot mai accentuat, în timp stabilindu-se numeroase colaborări între cercetători ai Institutului de Speologie și cluburi ale speologilor amatori din străinătate. Ca urmare a acestor colaborări peștera atinge o dezvoltare de 6639 m si o denivelare de +405m. După expedițiile româno-engleze din anii 1968-1969 se consideră că sifonul aflat la circa 800 m de Sala Mendip (sala aflată pe galeria principală activă la aproximativ 3,3 km de intrare) este finalul peșterii. De aici si denumirea de "Sifonul Englezilor".
În noiembrie 1983 o echipă de la "Vertikum" Budapesta, invitată de speologi de la "Focul Viu" București și de la Grupul de Explorări Subacvatice Subterane (GESS) București la o tură de vizitare în Șura Mare atinge, după o escaladă de 7 m, un scurt pasaj fosil: este scurtcircuitat astfel sifonul care timp de 15 ani barase calea continuării în Șura Mare. Avansând pe sectorul de galerie activă din amonte de sifon, speologi de la cluburile "Focul Viu" București și "Cristal" Oradea ajung, în decembrie 1983, la uriașa cascadă finală.

## Descriere
Deschiderea peșterii, monumentală, de aproape 40 m înălțime și 12 m lățime la bază, rivalizează cu intrările din mult mai cunoscutele Cetățile Ponorului sau Peștera Huda lui Papară.
Peștera are o galeria activă, unică, de 3.143 m lungime, care este greu de parcurs întrucât zonele uscate alternează cu lacuri, cascade și baricade de bolovani imenși care fac înaintarea un calvar.  Prima sală în care se pătrunde, după parcurgerea unui traseu acvatic, are tavanul la peste 40 m înalțime. Aici au fost făcute săpături arheologice cu rezultate notabile.
De aici, galeria devine plină de imense marmite turbionare pline cu apă, cu pereții sculptați de lingurițe. La circa 2.300 m distanță de la intrare se pătrunde în Sala Mare, zona cea mai spectaculoasă a peșterii. Pereții și tavanul sălii sunt împodobiți cu scurgeri parietale. , baldachine de forme și culori diferite iar podeaua este acoperită de gururi în cascadă, poate cele mai faimoase din țară. Dupa Sala Mare peștera continuă încă circa 800 m, după care un sifon  adânc oprește inaintarea.

## Condiții de vizitare
Se recomandă doar speologilor bine antrenați in echipe rodate. Sunt necesare costume de neopren, banane impermeabile, coardă de asigurare, surse de iluminat.

## Climă
Umiditate în peșteră este de 100%. Temperatura aerului oscilează între 8 si 10 grade , iar a apei între 7 si 9 grade în acord cu temperatura de afară. Datorită golorilor mari, pe tot parcursul peșterii se simte un curent de aer. 

## Faună
După Peștera Huda lui Papară, Sura Mare adăpostește a doua mare colonie de lilieci în România. Colonia de pipistrellus se află la aproximativ 350 m de la intrare, iar la înalțimi mai mari există pe pereți și colonii de Miniopterus schreibersi. 

## Arheologie
Au fost descoperite urme de locuire din neolitic și interesante podoabele de chihlimbar și bronz din epoca Hallstattiana.